# Neosarmydus malayanus
Neosarmydus malayanus är en skalbaggsart som först beskrevs av Hayashi 1979.  Neosarmydus malayanus ingår i släktet Neosarmydus och familjen långhorningar. Inga underarter finns listade i Catalogue of Life.